# Mugilogobius latifrons
Mugilogobius latifrons là một loài cá thuộc họ Gobiidae. Nó là loài đặc hữu của Indonesia.